# Listă de filme de groază din 1979
Aceasta este o listă de filme de groază din 1979.